# Al-Walid ibn al-Mughira
Al-Walīd ibn al-Mughīra (in arabo الوليد بن المغيرة‎?; ... – 622) è stato un capo dei Banū Makhzūm, clan meccano dei Banū Quraysh.
Il suo clan era molto ricco all'epoca in cui cominciava la sua predicazione Maometto e questo lo rendeva potente e ascoltato nel Malāʾ cittadino.  

## Biografia

### Famiglia
Suo padre era al-Mughira b. ʿAbd Ilāh e suoi figli erano Khālid b. al-Walīd e ʿAmmāra b. al-Walīd.  Ebbe anche una figlia, di nome Najiyya bint al-Walid ibn al-Mughira che andò sposa a Safwan ibn Umayya. Era zio di Abu Jahl (ʿAmr b. His̲h̲ām b. al-Mug̲h̲īra).
Morì nel 622, tre mesi dopo l'Egira, e fu sepolto nel cimitero meccano di al-Ḥajūn.